# 平グモちゃん-戦国下剋上物語-
『平グモちゃん-戦国下克上物語-』（ひらグモちゃん せんごくげこくじょうものがたり）は、2012年7月27日にライアーソフトより発売された18禁のパソコンゲーム（アダルトゲーム）ソフトである。

## 概要
戦国時代後期の武将で｢将軍弑逆｣・｢大仏放火｣・｢主家蚕食｣の三悪を為し、火薬を用いて自害した松永久秀を主人公にしたAVG。
織田信長が勃興するよりも先に畿内を掌握した三好長慶の時代から、久秀が爆死する信長存命末期までがメインのシナリオで、ヒロインあるいは状況の選択によって仮想シナリオが展開される。
メインヒロインは久秀愛蔵の茶釜･古天明平蜘蛛を、その他ヒロインも戦国時代後期の趣味(文化)をモチーフとしている。
本作のボイスや音楽再生に必要なコーデックファイルが製品ディスクに収録されていない不具合が存在したため、発売日に公式サイトから修正パッチが公開された。

## 登場人物

### 主人公とヒロイン
久ちゃん（松永久秀）
声 - 岡田一廣
油の行商を営んでいたが、妻に金を持ち逃げされたショックで無気力になり、死んだような日々を送っていた。行商以前には足軽として三好家の戦に参加していたことがあるが、敗戦時の落ち武者狩りがトラウマとなり商人に転職した経験がある。天下が平穏になることを望んでいる。
物語中で条件を満たすと、顔に傷がつき、悪人のような発言を繰り返すようになる。
平グモちゃん
声 - 金田まひる
大商人・武野紹鴎の娘。過去に2回結婚したが、2回ともうまくいかず破綻している。田中与四郎との見合いの席で久秀に一目惚れされる。明るく開けっ広げで子供っぽい性格だが、ときどき鋭いアドバイスをくれる。お菓子が大好きだが、落雁は嫌い。
本作は戦国時代が舞台だが、彼女だけは横文字や現代人でないと知らない単語を連発する。しかし他の登場人物は全く気にしない。
楽ちゃん
声 - 水純なな歩
大商人・武野紹鴎の娘で、平グモちゃんの妹。平グモちゃんとは対照的に、おとなしく控え目な性格。以前から久秀を好いていた。
来栖
声 - 富樫ケイ
南蛮からやってきたキリスト教宣教師。日本にキリスト教を広めようとする。
お曜様
声 - 桜川未央
戦国大名・三好長慶の娘。長慶によって久秀との結婚話が進められる。やたらと官位を欲しがっている。
聚楽
声 - 榛名れん
戦国大名・織田信長の側女。お金さえあれば何でもできると信じている。久秀に信長への謀反を勧めてくる。
果心
声 - 杉原茉莉
久秀の元妻。かつて久秀の財産を盗み、別の男と駆け落ちした。

### その他の登場人物

#### 商業都市・堺
武野紹鴎
商業都市・堺の大商人。平グモちゃんと楽ちゃんの父親。無気力になっている久秀を心配し、楽ちゃんと見合いをさせる。豪快な性格。
道さん
声 - 小次狼
油商人。商人だった頃の久秀のライバルであり、現在は良き友人。
田中与四郎
声 - 来栖川勇
堺の魚屋。紹鴎に平グモちゃんと見合いをさせられる。

#### 三好家
三好長慶
声 - 古河徹人
戦国大名・三好家の当主。優れた力量を持つが、武将としては優しすぎる性格が玉に瑕。
三好義賢
声 - 小次狼
三好家の次男、長慶の弟。武野紹鴎とは知り合い。
安宅冬康
声 - 来栖川勇
三好家の三男。安宅家に養子に入っている。水軍を率いる。
十河一存
声 - 越雪光
三好家の四男。十河家に養子に入っている。武勇に優れ、「鬼十河」と呼ばれて恐れられている。
松永長頼
声 - 真木将人
久秀の弟。三好家に仕えている。猛将と名高い人物。
三好義興
声 - 榛名れん
長慶の長男。将来は当主の座を継ぐものと期待されている。

## 主なスタッフ
- 企画・シナリオ - 岩清水新一
- 原画・キャラクターデザイン - Lem
- BGM製作 - HIR
- カトゥーン作画 - 桜端

## 主題歌
- OPテーマ「でとねいたー！」
作詞 - アキレスKEN 作曲 - HIR 歌 - Rita
- EDテーマ「疾風の行方」
作詞 - Rita 作曲 - Blueberry_&_Yogurt 歌 - Rita